# Wandalin nad Szosą
Wandalin nad Szosą – część wsi Wandalin w Polsce, położona w województwie łódzkim, w powiecie sieradzkim, w gminie Złoczew. Wchodzi w skład sołectwa Wandalin.
W latach 1975–1998 Pustkowie administracyjnie należało do województwa sieradzkiego.